# 郭艶光
郭艶光（1959年—），臺灣嘉義人，曾任職於中山科學研究院，國立彰化師範大學前校長、物理學系暨光電科技研究所教授，畢業於美國南加州大學電機工程學系博士班。

## 生平
郭艶光出生於嘉義縣太保市瓦厝，從小生活困苦，但在成長過程中受到許多師長的鼓勵及幫助，一路就讀嘉義縣太保鄉新埤國小（瓦厝分校）、嘉義縣新港鄉新港國中、台灣省立台南一中、國立交通大學電子物理學系、國立臺灣大學電機工程學系碩士班，於中山科學研究院服役時獲得公費留學的機會，赴美就讀南加州大學電機工程學系博士班。因為曾經困苦過，郭校長深深感受到教育可以改變一個人，改變一個家，改變一切，因此於1997年轉赴國立彰化師範大學任教，希望投入研究和教職，成為一個可以幫助別人的人，也希望能夠藉此鼓勵並幫助其他家境困苦的學生，持續努力達成自己的生涯規劃及人生夢想。
郭艶光自國中時期變開始接觸音樂，於就讀台南一中時曾獲校內獨唱比賽冠軍，曾考慮投身音樂，惟因生涯考量而持續往物理領域發展。但他並未這樣就失去對音樂的熱衷，他1997年赴彰化師大任教之後，便以老師身份與大學部學生組成了第一個樂團：Plague，之後陸續參與彰化師大物理研究所 Quantum Rock 樂團 （1999~2001）、2005年1月21日成立了彰化師大第一個教職員樂團（奈米樂團）。
郭艶光於2012年8月1日就任彰化師大第8任校長，誓言打造彰師大成為一流大學，並於2015年6月10日彰化師大臨時校務會議獲二分之一以上出席之校務會議代表同意，續任彰化師大第9任校長。郭艶光於任內續獲教育部教學卓越獎勵，帶領彰化師大成為連續11年獲得教育部教學卓越計畫獎勵之大學；2018年高等教育深耕計畫獲補助規模居全國師範體系第二名。

## 曾獲殊榮
- 2018年，榮獲「國立彰化師範大學教師研究成果頂級獎勵」。

- 2017年，榮獲「國立彰化師範大學教師研究成果頂級獎勵」。

- 2016年， 指導光電科技研究所博士生陳芳名，榮獲「行政院科技部106年度補助博士生赴國外研究計畫（千里馬計畫）」，赴美國耶魯大學（Yale University）電機工程學系進修，獎學金60萬元。

- 2015年， 榮獲「行政院科技部補助大專校院獎勵特殊優秀人才措施（2015年8月 至2016年7月）」獎勵。

- 2015年， 指導光電科技研究所博士生蔡妙禪，榮獲「中華民國物理學會研究生論文表現優良獎」。

- 2014年， 榮獲「行政院科技部補助大專校院獎勵特殊優秀人才措施（2014年8月 至2015年7月）」獎勵。

- 2014年， 指導光電科技研究所博士生蔡妙禪，榮獲「中華民國光電學會博士班學生論文獎」。

- 2014年， 榮獲「國立彰化師範大學教師研究成果頂級獎勵」。

- 2013年， 榮獲「行政院國家科學委員會補助大專校院獎勵特殊優秀人才措施（2013年8月 至2014年7月）」獎勵。

- 2013年， 榮獲「財團法人白沙文教基金會學術研究金質獎章」。

- 2013年， 榮獲「國立彰化師範大學教師研究成果精實獎」。

- 2013年， 榮獲「國立彰化師範大學教師研究成果頂級獎勵」。

- 2012年， 榮獲「行政院國家科學委員會補助大專校院獎勵特殊優秀人才措施（2012年8月 至2013年7月）」獎勵。

- 2012年， 榮獲「國立彰化師範大學教師研究成果精實獎」。

- 2012年， 榮獲「國立彰化師範大學教師研究成果頂級獎勵」。

- 2011年， 榮獲「行政院國家科學委員會補助大專校院獎勵特殊優秀人才措施（2011年8月 至2012年7月）」獎勵。

- 2011年， 榮獲「國立彰化師範大學教師研究成果頂級獎勵」。

- 2011年， 獲選為2012年「Who's Who in the World」 成員。

- 2011年， 指導物理系大專生（光電科技研究所碩士班預研生）林育瑞，榮獲「IPC2011國際光電科技研討會學生論文獎」。

- 2010年， 榮獲「行政院國家科學委員會補助大專校院獎勵特殊優秀人才措施（2010年10月 至2011年7月）」獎勵。

- 2010年， 榮獲「98年度國立彰化師範大學傑出研究教師」。

- 2010年， 榮獲「國立彰化師範大學教師研究成果頂級獎勵」。

- 2010年， 指導光電科技研究所博士生蔡妙嬋，榮獲「行政院國家科學委員會100年度補助博士生赴國外研究計 畫（千里馬計畫）」，赴美國耶魯大學（Yale University）電機工程學系進修，獎學金45萬元。

- 2009年， 榮獲「國立彰化師範大學教師研究成果頂級獎勵」。

- 2009年， 指導光電科技研究所碩士生黃奕翔，榮獲「中華民國物理年會壁報論文佳作獎」。

- 2008年， 指導光電科技研究所碩士生蔡妙嬋，榮獲「中華民國物理學會研究生優良論文佳作獎」。

- 2007年， 榮獲「國立彰化師範大學教師研究成果頂級獎勵」。

- 2007年， 榮獲「財團法人國立彰化師範大學文教基金會學術研究獎助」。

- 2007年， 指導光電科技研究所碩士生姚銘偉，榮獲「中華民國物理年會最佳壁報論文獎」。

- 2006年， 榮獲「國立彰化師範大學教師研究成果頂級獎勵」。

- 2005年， 榮獲「財團法人國立彰化師範大學文教基金會學術研究獎助」。

- 2004年， 榮獲「財團法人國立彰化師範大學文教基金會學術研究獎助」。

- 2003年， 指導物理研究所碩士生張詒安，榮獲「中華民國光學工程學會碩士班學生論文獎」。

- 2002年， 指導物理研究所碩士生顏勝宏，榮獲「台灣光電科技研討會最佳壁報論文獎」。

## 學歷
- 美國南加州大學博士（電機工程學系）

- 國立臺灣大學碩士（電機工程學系）

- 國立交通大學學士（電子物理學系）

## 經歷
- 國立彰化師範大學校長

- 中華民國國立大學校院協會第九屆監事

- 彰雲嘉大學校院聯盟第七屆常務理事

- 國立彰化師範大學理學院院長

- 國立彰化師範大學科學教育中心主任

- 國立彰化師範大學進修學院院長

- 國立彰化師範大學進修暨推廣部主任

- 國立彰化師範大學奈米中心研發組長

- 國立彰化師範大學教授

- 國立彰化師範大學副教授

- 國立彰化師範大學助理教授

- 國立彰化師範大學教職員熱門音樂創社社長暨奈米樂團團長

- 經濟部漢翔公司工程師

- 中山科學研究院助理研究員、副研究員

## 研究專長
- 發光二極體

- 太陽能電池

- 半導體雷射

- 有機發光二極體

- 雷射物理與雷射系統

- 固態雷射

- 電磁學 / 光學 / 光電半導體

- APSYS / LASTIP / PICS3D 模擬與分析

## 論文
期刊論文

研討會論文

## 外部連結
- 國立交通大學傑出校友郭艶光
- .   [2017-03-18]. （原始内容存档于2017-03-19）.
- 國立彰化師範大學校長專頁 （页面存档备份，存于）
- 郭艷光校長感謝用溫暖與愛對待他的老師(2012.9.21) （页面存档备份，存于）